# The Meaning of Life (album Tankard)
The Meaning of Life – czwarty album studyjny niemieckiego zespołu thrash metalowego Tankard. Wydawnictwo ukazało się 19 lipca 1990 roku nakładem wytwórni muzycznej Noise Records. Nagrania zostały zarejestrowane między kwietniem a majem 1990 roku w Musiclab Studio w Berlinie. Do utworu "Space Beer" nakręcono teledysk. To również pierwszy album z perkusistą Arnulfem Tunnem.

## Lista utworów
Opracowano na podstawie materiału źródłowego.
Strona A
1. "Open All Night" – 5:44
2. "We Are Us" – 4:41
3. "Dancing on Our Grave" – 3:44
4. "Mechanical Man" – 6:04
5. "Beermuda" – 4:49

Strona B
1. "The Meaning of Life" – 5:41
2. "Space Beer" – 4:33
3. "Always Them" – 4:02
4. "Wheel of Rebirth" – 6:15
5. "Barfly" – 4:15

## Twórcy
Opracowano na podstawie materiału źródłowego.

- Andreas "Gerre" Geremia - śpiew
- Frank Thorwarth - gitara basowa
- Axel Katzmann - gitara
- Andy Boulgaropoulos - gitara
- Arnulf Tunn - perkusja
- Tommy - śpiew (gościnnie)
- Ken Kennedy - śpiew (gościnnie)
- Petra Gall - zdjęcia
- Buffo Schnädelbach - zdjęcia
- Harris Johns - produkcja, miksowanie
- Sebastian Krüger - okładka albumu